# Materdomini (Nocera Superiore)
Materdomini is een plaats (frazione) in de Italiaanse gemeente Nocera Superiore.